# مقاطعة مارشال (أوكلاهوما)
مقاطعة مارشال (بالإنجليزية: Marshall County)‏ هي إحدى مقاطعات ولاية أوكلاهوما في الولايات المتحدة الأمريكية.

## أعلام
- رايموند د. غاري